# Villa Vier Jahreszeiten
Die Villa Vier Jahreszeiten ist ein denkmalgeschütztes Gebäude mit repräsentativem Charakter in der sächsischen Textilstadt Crimmitschau.

## Geschichte
Die „Villa Vier Jahreszeiten“ wurde im Auftrag des Textilfabrikanten Bernhard Schönfeld von 1903 bis 1905 für 200.000 Goldmark vom ortsansässigen Architekten und Bauunternehmer Emil Birkner im Stil des Historismus gegenüber dem Bismarckhain errichtet. Die Nutzfläche betrug 1.600 m². Im Volksmund wurde das Haus früher „Eskimo-Villa“ genannt. Ihr Bauherr, Stadtrat Schönfeld, kam durch die industrielle Herstellung eines schweren Eskimo-Mantelstoffs in der 1841 gegründeten väterlichen Textilfabrik „Heinrich Schönfeld“ zu Reichtum und Ansehen.

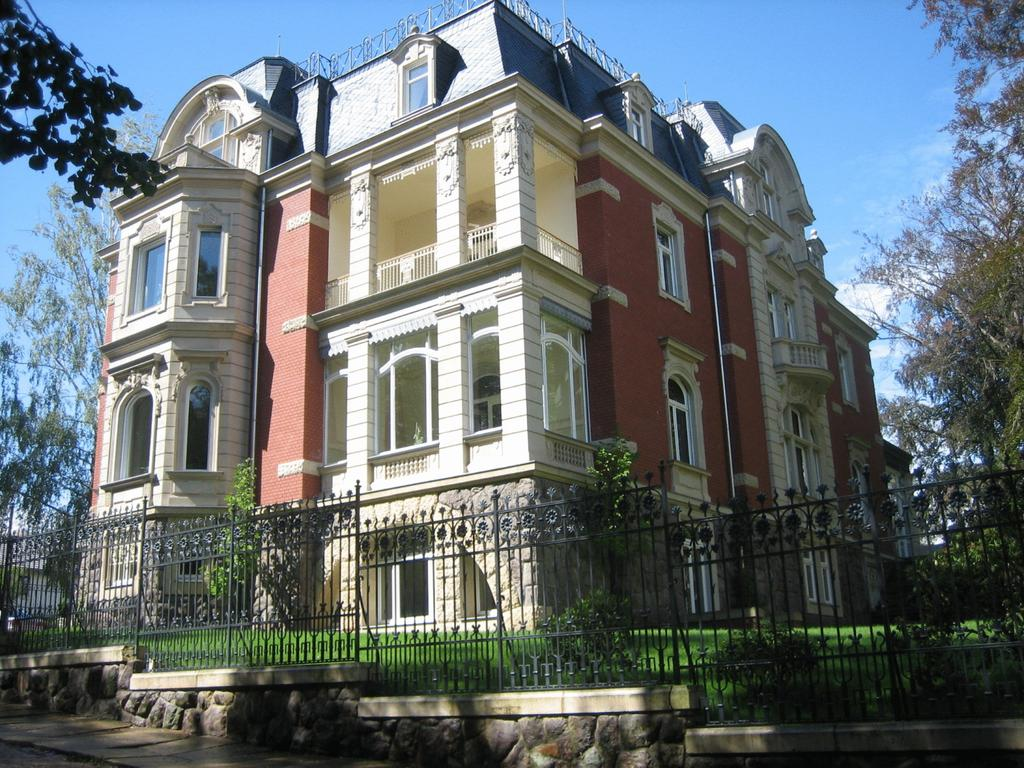
Das Gebäude im Jahr 2019

Das Haus wurde in Massivbauweise mit einer Klinker-Sandstein-Fassade gebaut. Das Rot der Klinkerflächen kontrastiert mit dem schwarzen Schiefer des Mansarddachs, den grob behauenen Natursteinen des Sockelgeschosses und den sandsteinfarbenen Gewänden, Gesimsen, Erker-, Giebel- und Balkonverblendungen. Die Villa verbindet Stilelemente der französischen Neorenaissance mit denen des Jugendstils. Außergewöhnlich ist die Größe des restaurierten Haupttors. Die Innenausstattung des Treppenhauses, Entrées und der Repräsentationsräume ist in wertvollen Materialien und künstlerisch ausgeführt. So sind Stuckarbeiten und Dekormalerei, klarer als die Außengestaltung, der zeitlichen Entwicklung des Innenausbaus folgend, ausnahmslos dem Jugendstil verpflichtet.
Bernhard Schönfeld (1856–1931) bewohnte die Villa bis zu seinem Tod. Nach dem Zweiten Weltkrieg lebten über eine lange Zeit neben Angehörigen der verbliebenen Fabrikantenfamilie bis zu acht weitere Umsiedlerfamilien gleichzeitig in der Villa. Sie wurde durch den kommunalen VEB Gebäudewirtschaft verwaltet und verfiel zusehends. Der große Garten wurde in Folge von Erb-Auseinandersetzung und Enteignung mehrfach geteilt. Im Jahr 2000 erwarb eine Crimmitschauer Bauingenieurin den Hauptteil des noch 2.800 m² großen Villenanwesens, renovierte das Haus mit Unterstützung der Deutschen Stiftung Denkmalschutz, stattete es komplett mit antiken Möbeln aus der Kaiserzeit aus und eröffnete 2006 ein museales 4-Sterne-Hotel.
Ein überdimensional großes Buntglasfenster mit Darstellung der preußischen Königin Luise war im Jahr 2010 Kulisse für die Gründung des neuen Königin-Luise-Bunds. In der Villa befindet sich eine Themen-Bibliothek, eine Gemälde-, Bilder- und Postkartensammlung über die mythische Verehrung der Königin Luise.
Seit 2022 wird der Hotelbetrieb schrittweise um das Gebäude der Köhler-Villa erweitert.

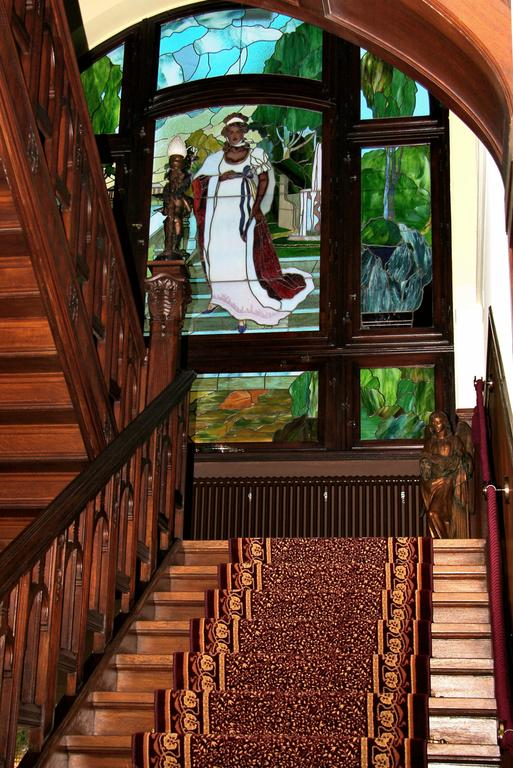
Bleiglasfenster mit der Abbildung von Königin Luise